# 황산 바륨
황산 바륨(Barium sulfate 화학식: BaSO4)은 바륨의 황산염이다.
물에 녹지는 않으며 위산과 만나도 용해되지 않으므로 조영제로 사용된다.

## 같이 보기
- 중정석